# N 1 (Senegal)
Die N 1 ist eine der Nationalstraßen in Senegal. Sie ist auf gesamter Länge Teil des Dakar-N’Djamena-Highways.
Ursprünglich begann der Straßenverlauf im Zentrum von Dakar an der Place Soweto, früher bekannt als Place Ch. Tascher, an der das Parlamentsgebäude der Assemblée nationale steht. Das Ende der N1 liegt in Kidira an der Straßenbrücke über den Grenzfluss Falémé, hinter dem die malische Nationalstraße RN1 beginnt und die Strecke bis dahin ist 650 Kilometer lang.
Die Straße verbindet den Osten des Landes mit der Metropolregion Dakar. Über weite Strecken verläuft sie parallel mit der Bahnstrecke Dakar–Niger durch das landwirtschaftlich wichtige Erdnussbecken der Regionen (von Ost nach West) Tambacounda, Kaffrine, Kaolack, Fatick und Thiès.
Seit Fertigstellung der mautpflichtigen Autoroute 1 (Dakar – Diamniadio), die die Hauptstadt mit dem neuen Flughafen Dakar-Blaise Diagne verbindet, ist der Beginn der N1 erst an der Verzweigung mit der N 2 in Diamniadio zu finden und damit wäre sie nur noch 610 Kilometer lang.